# Anisodes lichenaria
Anisodes lichenaria är en fjärilsart som beskrevs av Swinhoe 1892. Anisodes lichenaria ingår i släktet Anisodes och familjen mätare. Inga underarter finns listade i Catalogue of Life.